# Benito Rebolledo
Benito Rebolledo Correa (1880-29 de junio de 1964) fue un pintor chileno. Recibió el Premio Nacional de Arte, mención pintura, en 1959.

## Biografía
Hijo de Pedro Nolasco Rebolledo y de María Correa, nació en Curicó dentro de una familia que se dedicaba al trabajo rural. Cuando era adolescente se mudó a Santiago e ingresó a la Academia de Bellas Artes, en calidad de alumno libre, donde tuvo como profesores a los pintores Pedro Lira y Juan Francisco González. Otra de sus inspiraciones durante aquellos años fue Fernando Álvarez de Sotomayor, quien impartía clases de composición y armonía dentro de la escuela.
En su juventud formó parte primero de la comunidad ácrata cuya sede se encontraba en la calle Pio Nono, y después de la Colonia Tolstoyana, un grupo de intelectuales admiradores de los ideales sociales del escritor ruso León Tolstói, fundada por Augusto D'Halmar, Fernando Santiván y Julio Ortiz de Zárate, entre cuyos asiduos se encontraban Pablo Burchard, José Backhaus, Rafael Valdés y un amplio grupo de artistas, mayoritariamente jóvenes.
En 1910 obtuvo la Medalla de Oro en la Exposición Internacional que se realizó durante la inauguración de la nueva sede del Museo Nacional de Bellas Artes, obra construida con ocasión del Centenario de Chile. Su trabajo como pintor y los reconocimientos recibidos en diferentes exposiciones y salones oficiales le permitieron viajar a Argentina a comienzos de los años 1920 para mostrar sus obras. Alrededor de esta época, Rebolledo recibió el encargo del sacerdote Juan Luis González de pintar el cielo abovedado de la nave central de la Iglesia de San Agustín, en Santiago. También estuvo a cargo de la restauración de las pinturas que adornaban el plafond del Teatro Municipal de Santiago, las que habían sido diseñadas originalmente por Ernesto Kirchbach. En 1925 participó de la Asamblea Constituyente de Asalariados e Intelectuales.
En una primera etapa, las pinturas de Rebolledo estuvieron vinculadas a un carácter social y popular. Posteriormente, su obra demostró una influencia del impresionismo español, sobre todo del artista Joaquín Sorolla, ambientando parte importante de sus pinturas en escenarios al aire libre, como el campo o la playa, lo que dio origen a un estilo descrito como "realismo luminoso". Algunos autores lo han incluido dentro de la denominada generación del 13.